# 岐阜北郵便局
岐阜北郵便局（ぎふきたゆうびんきょく）は岐阜県岐阜市にある郵便局。民営化前の分類では集配普通郵便局であった。

## 概要

### 住所
- 〒502-8799：岐阜県岐阜市鷺山2563-75

### 分室
現在はなし。過去に存在した分室は以下。
- 簡易保険事務センター内分室（24342A）（北緯35度26分45.5秒 東経136度45分31秒 / 北緯35.445972度 東経136.75861度） - 岐阜市鷺山のかんぽ生命保険岐阜サービスセンター内に設置。2013年（平成25年）3月23日に廃止。

## 沿革
- 1973年（昭和48年）2月19日 - 岐阜北郵便局として、岐阜市鷺山に開局。同日、岐阜郵便局から集配業務の一部と保険局内分室を移管[1]。
- 1984年（昭和59年）7月1日 - 保険局内分室を、簡易保険事務センター内分室に改称。
- 1997年（平成9年）6月23日 - 外国通貨の両替および旅行小切手の売買に関する業務取扱を開始。
- 2007年（平成19年）10月1日 - 民営化に伴い、併設された郵便事業岐阜北支店に一部業務を移管。
- 2012年（平成24年）10月1日 - 日本郵便株式会社発足に伴い、郵便事業岐阜北支店を岐阜北郵便局に統合。
- 2013年（平成25年）3月23日 - 簡易保険事務センター内分室を廃止[2]。

## 取扱内容
- 郵便、印紙、ゆうパック、内容証明
- 貯金、為替、振替、振込、国際送金、国債、投資信託
- 生命保険、バイク自賠責保険、自動車保険、変額年金保険
- ゆうちょ銀行ATM
- 「502-00xx」「502-08xx」「502-09xx」区域（岐阜市（合併以前からの岐阜市域の一部））の集配業務
- ゆうゆう窓口

## 周辺
- 岐阜メモリアルセンター
  - 長良川球場
  - 長良川陸上競技場
  - 長良川球技メドウ
  - で愛ドーム、ふれ愛ドーム（体育館）
- 岐阜県立岐阜商業高等学校
- 岐阜県立岐阜北高等学校
- 岐阜県立岐阜希望が丘特別支援学校
- 岐阜市立伊奈波中学校
- 岐阜市立早田小学校
- 長良川

## アクセス
- 岐阜バス「鷺山向井町」停留所下車。または「メモリアル正門前」停留所から徒歩で約7分。
- 東海北陸自動車道 岐阜各務原ICから北西へ約12km。
- 駐車場あり：12台